# Протести у Србији 2022—2024.
Протести у Србији 2022—2024. године представљали су талас антирежимских различитих и међусобно некоординисаних протеста, који су отпочели средином јуна 2022. године током политичке кризе после општих избора у Србији.
Дана 11. јуна 2022. године, локалне власти Новог Сада наредиле су да се посеку двадесетак стабала како би се припремио терен за изградњу новог моста на Дунаву и комплекс пословно-стамбених солитера 'Нови Сад на води'". Месец и по дана од када су еколошки активисти блокирали прилаз Шодрошу, подручја богатог зеленилом надомак града, централне улице Новог Сада још једном су биле блокиране — неколико стотина људи протестовало је носећи транспарент Буна против мафије. Средином јуна дошло је до повремених окупљања у Новом Саду, а крајем јула протести су се омасовили и дошло је до мањих инцидената.
После кризе и протеста у Новом Саду током јуна и јула, у августу 2022. године су започела друга два протеста из различитих разлога. У првој половини августа су започели седмодневни протести пољопривредника који су претили да изазову озбиљну кризу у земљи. Приближавањем ЛГБТ+ манифестације Европрајд 2022, чији је домаћин Београд, дошло је до нових демонстрација, овог пута у клерикалним и конзервативним круговима који у другој половини августа преузимају потпуну иницијативу у предвођењу бунта против власти која је организовала Европрајд 2022. Власт је у међувремену склопила компромисни договор са пољопривредницима.
Крајем јула и почетком августа почела је нова косовска криза због питања регистрације возила на територији Косова и Метохије. У том тренутку званичници Европске уније и Немачке истицали су да Србија треба да споразумом призна независност Републике Косово као и да уведе санкције Русији због инвазије те земље на Украјину. Власти су биле приморане да крајем августа дођу до компромиса са властима у Приштини.
Са намером да „спусти тензије” у друштву, влада Србије је одлучила да наводно привремено забрани Европрајд 2022. као уступак конзервативној групи грађана која је масовно изашла на улице против одржавања седмодневне ЛГБТ+ манифестације уз вођство појединих свештеника и верника Српске православне цркве. Међутим, крајем августа и почетком септембра долази до негодовања од стране либералног дела опозиције која се „залаже за владавину права” и одржавања манифестације Европрајд 2022. која је заказана за средину септембра и да ће се манифестација одржати уз њихову подршку упркос забранама. Без обзира на уступке владе, настављени су и протести поводом именовања актуелне премијерке Ане Брнабић за трећи премијерски мандат због њеног сексуалног геј  опредељења и коруптивног деловања, што је довело до велике поларизације у друштву. Европрајд, званично, наводно није одржан. Ипак, како је Министар Александар Вулин касније потврдио, МУП „није дозволио шетњу, већ провођење учесника до концерта” уз велике полицијске снаге, са измењеном рутом.

## Позадина

### Протест против диктатуре и Један од пет милиона
Од 2017. до 2020. године, Србију су потресла два таласа опозиционих протеста, који нису резултирали видљивијим променама на политичком небу земље.
Протест против диктатуре је фактички трајао неколико седмица на пролеће 2017. године, а избио је као реакција на избор Александра Вучића за председника Србије, као и услова који су довели до тог избора.
Знатно дуже су трајали протести, који су били познати под неформалним називом Један од пет милиона. Они су избили крајем 2018. године, као реакција на физички напад на лидера Левице Србије, Борка Стефановића, а мањим или већим интензитетом су се одржавали све до раних месеци 2020. године. Они су ванредно прекинути 10. марта 2020. године, због избијања пандемије вируса корона.

### Протести у Србији 2020—2022. и Пандемија вируса корона у Србији 2020.
Протести у Србији 2020—2022. године представљали су талас махом хетерогених и међусобно некоординисаних протеста, који су отпочели крајем априла 2020. године током пандемије вируса корона у Србији, а завршили се током фебруара 2022. године.
Дана 26. априла 2020. године, у 20:05 часова, лупањем у шерпе и пуштањем гласне музике, до 21:05 часова, у градовима широм Србије отпочели су протести у знак протеста због незаконитог увођења ванредног стања, спорне забране кретања и шестонедељног полицијског часа уведених средином марта (тзв. "Буком против диктатуре").
Почетком маја власт је ублажила мере забране кретања да би их после неколико дана тотално укинула са циљем несметаног организовања Парламентарних избора. Средином јуна, након завршених избора, власт је прогласила да је наводно дошло до рецидива епидемије и почетком јула покушала да поново врати епидемиолошке мере, што је довело до још већег незадовољства грађана и до таласа протеста и масовних нереда како у Београду тако и широм Србије.
Протести представљају индиректан наставак претходног таласа јавног незадовољства, који је окончан са избијањем пандемије у марту.
Овај талас протеста је карактерисала изразито већа примена мера репресије од стране снага реда него у свим претходним демонстрацијама након 2000. године.

### Еколошки протести у Србији 2021—2022. и Општи избори у Србији 2022.
У септембру 2021. у Београду и другим градовима широм Србије почела је серија еколошких протеста због усвајања измењеног Закона о експропријацији, Закона о референдуму и народној иницијативи и планираног улагања предузећа Rio Tinto у рудник литијума.
Rio Tinto је раније добио дозволу да само истражује руднике у близини долине Јадра 2004. године, али је 2017. године Влада Републике Србије потписала уговор о реализацији „Пројекта Јадар”, којим би Rio Tinto добио дозволу за експлоатацију минерала јадарита. Пројекат је првобитно требало да почне 2023. године. После парламентарних избора 2020, владајућа коалиција око Српске напредне странке освојила је већину места у Народној скупштини. У новембру 2021. године усвојила је Закон о референдуму и народној иницијативи и измене Закона о експропријацији. Оба закона су наишла на снажно противљење јавности, што је изазвало ескалацију еколошких протеста који су почели у јануару.
Протесте од септембра па надаље углавном су организовале еколошке организације, од којих су „Еколошки устанак – Ћута” и „Крени-промени” добили највише пажње. Протести који су одржани 11. септембра остали су мирни, а тамошње организације су изнеле своја три главна захтева, а то су да влада повуче законе о експропријацији и референдуму и да Rio Tinto напусти Србију. Протести су потом настављени у новембру, а убрзо након што су изазвали већу пажњу, док је крајем новембра почела серија протеста за блокаду путева широм Србије, који су били насилни и бројни демонстранти су приведени убрзо након протеста. У инцидентима су учествовали владини активисти и наоружани хулигани. Протести су настављени током децембра и јануара, а у њима је учествовало више десетина хиљада људи, укључујући и српску дијаспору. Протесте је подржала већина опозиционих странака, а подршку протестима дали су бројни глумци, научници, спортисти и познате личности, док су неки од њих су и учествовали у протестима. Влада и њене присталице критиковали су протесте и ширили дезинформације.
Председник Републике Србије Александар Вучић, који је првобитно изјавио да неће укидати законе, после ескалације протеста изразио је популистички став, а 8. децембра је повукао Закон о експропријацији и изменио Закон о референдуму, док је 16. децембра Скупштина града Лознице укинула просторни план који је укључивао улагање Rio Tinto-а у рудник, чиме је до даљњег одложио почетак рада Rio Tinto-а, након што га је Вучић прокоментарисао два дана пре гласања. У јануару 2022. влада је поништила све административне акте у вези са овим предузећем.
После еколошких протеста, многе политичке странке и покрети су одлучили да учествују на општим изборима у Србији који су одржани 3. априла 2022. године. Према прелиминарним резултатима које су објавили Црта и Ipsos/ЦеСИД, Александар Вучић је победио у првом кругу председничких избора са 60,01% гласова, иако је Српска напредна странка (СНС) изгубила статус апсолутне већине у Народној скупштини на парламентарним изборима. Вучић је у дијаспори освојио више гласова од другопласираног Здравка Поноша који је освојио 18,84% гласова. СНС је успела да ојача своје присуство у приградским и сеоским срединама, али је у већим градовима попут Београда, Новог Сада, Ниша и Ваљева имала слабе резултате.
Избори 2022. били су први од 2014. године на којима коалиција Српске напредне странке (СНС) није освојила апсолутну већину мандата у Народној скупштини и због тога би морала да формира коалициону владу. Посматрачи су навели да је нејасно да ли би СНС могла да уђе у коалицију са Социјалистичком партијом Србије (СПС) због проруског става који је СПС изражавао током кампање. Вучић је поново положио заклетву као председник 31. маја; током свог говора је изјавио да ће влада бити формирана до краја јула и да ће евентуално увести санкције Русији због инвазије Русије на Украјину 2022. године. Највише гласова на скупштинским изборима су освојиле парламентарне коалиције Заједно можемо све предвођена владајућом Српском напредном странком 44,27%, опозициони савез Уједињени за победу Србије 14,09%, Ивица Дачић — Премијер Србије предвођена Социјалистичком партијом Србије са 11,79%, Коалиција НАДА предвођена Новом демократском странком Србије 5,54%, предводница еколошких протеста коалиција МОРАМО 4,84%, коалиција Двери—ПОКС 3,92% и Српска странка Заветници 3,82%. Прва конститутивна одржана је 1. августа, док је формирање владе предвиђено до новембра. Вучић је крајем јула најавио да ће влада бити формирана средином августа.

## Ток 2022.

### Еколошки протести у Новом Саду —„Буна против мафије”
Еколошки активисти су блокирали прилаз Шодрошу 11. јуна у зеленој оази надомак града, централне улице Новог Сада након што су локалне власти посекле двадесетак стабала како би припремили терен за изградњу новог моста на Дунаву и комплекс пословно-стамбених солитера 'Нови Сад на води'". У наредних месец и по дана протести и кампови су трајали свакодневно.
Нацрт документа о просторном плану ГУП којим се на спорном шумском поручју предвиђа „формирање комплекса са стамбеним и пословним садржајима", је стављен на изгласавање у скупштини града 21. јула што је обележило агресивније протесте, нереде и привођење грађана. На протестима пред зградом Скупштине Војводине у Новом Саду дошло је до сукоба особа у цивилу које су се физички обрачунавале са окупљеним демонстрантима. Уочи седнице на којој је усвојен Генерални урбанистички план, 21. јула, градоначелник Новог Сада Милош Вучевић је оценио тај документ као „апсолутно развојан, добро одмерен, конципиран и дефинисан од стране струке“.
Дана 28. јула, неколико стотина људи протестовало је носећи транспарент „Буна против мафије". Демонстранти су у протесну шетњу кренули пошто су се окупили испред зграде Полицијске управе Новог Сада, јер се не противе само Генералном урбанистичком плану (ГУП), већ и насиљу до кога је дошло на протесту 21. јула када је просторни план усвојен, захтевајући да се казне одговорни за насиље над демонстрантима, а затражили су и да се организује референдум о спорном ГУП-у, који даје нацрт како ће се град развијати у наредном периоду.

### Протести пољопривредника
Протести и блокаде пољопривредника у Новом Саду почели су у уторак, 9. августа, а вишедневни разговори са представницима ресорног министарства и Владе Србије нису задовољили, пре свега, узгајиваче сунцокрета. Протести су се наредних дана проширили широм Србије блокадом путева и саобраћајница. Председник Србије Александар Вучић изјавио је у 12. августа увече да ће се ситуација са пољопривредницима који протестују решити договором којим нико неће бити потпуно задовољан. Тренутна откупна цена зрна сунцокрета је била 55 динара по килограму, док је прошле године, када су остали трошкови били три пута мањи, та цена била виша за седам динара. Пољопривредници су поред повећања цене зрна сунцокрета затражили и да гориво за јесење радове плаћају 170 динара за литар на свим пумпама, што би било умањење за девет динара, као и да им се омогући да најмање три пута сипају гориво по агро-картици и два пута у резервоаре радних машина. На листи захтева нашло се и привремено укидање акциза за гориво и плави дизел током пролећне сетве. Представник незадовољних пољопривредника пренео је и да је за сунцокрет влада понудила откупну цена од 535 евра по тони. Повод за протесте је био и то што није испуњен ни захтев да се регистрована пољопривредна газдинства ослободе акциза на гориво за количину до 100 литара по хектару, а влада је понудила умањење цене горива за 22 динара по литру за количину до 60 литара по хектару. После осмодневних протеста и низа преговора, 16. августа представници пољопривредника су постигли договор са Владом Србије о откупним ценама у свим тачкама које су ратари тражили, мада им нису сви захтеви у потпуности испуњени. Влада је предложила коначну цену сунцокрета пољопривредним произвођачима од 73 динара по килограму, а исплата је договорена до 15. октобра текуће године. Истим договором, ограничена је маржа посредника на максимум 2,6 динара, док трошак транспорта робе од откупног места до уљаре, сносе саме уљаре. Кад је реч о гориву, подстицај у наредном периоду износиће 20 динара по литру, за 50 литара по хектару, док ће се премија за млеко за један квартал у 2022. години повећати на 15 динара. Додатно, Влада се обавезала да у наредном периоду разговара са сточарима о мерама у овој области. Истим документом, пољопривредницима је обезбеђен мораторијум на кредите у периоду од 12 месеци.

### Протести везани за Европрајд 2022.
Премијерка Србије Ана Брнабић из редова Српске напредне странке, је 19. јула 2019. послала допис Асоцијацији европских прајд организација (ЕПОА) да она и њена Влада дају пуну подршку пријави Београд прајда да буду домаћини догађаја, као и да је њена Влада посвећена борби против дискриминације. Додала је да ће Европрајд бити значајан не само за ЛГБТ+ заједницу у Србији, већ на целом Западном Балкану.
Сваке године, чланице ЕПОА гласају који град треба да буде изабран за домаћина догађаја. У септембру 2019, са 71% добијених гласова, Београд је именован као домаћин Европрајда 2022. Ово је први Европрајд организован у југоисточној Европи, као и први организован изван Европског економског простора.

#### Позиви на отказивање и претње
Од објављивања Београда као домаћина за 2022. годину, многе странке десне оријентације, чланови СПЦ  и јавне личности су изјавили своје незадовољство тим одабиром. У Београду су се више пута појављивали графити који позивају на насиље и смрт ЛГБТ+ заједници. Градоначелник Београда из СНС Александар Шапић изјавио је да „не разуме сврху Европрајда”, „да га неће предводити, наравно” и да ће уместо тога подржати манифестације као што је Дан породице. Странке Двери и Покрет обнове Краљевине Србије су у више наврата позвале на отказивање догађаја, наводећи „да је њено одржавање антидемократско насиље”, као и да „представља здравствени ризик”, „терор мањине”, као и да ће на организацију бити потрошено 40 милиона Евра, што је демантовао Београд прајд, који тврди „да нису добили ни динар из буџета”, као и Београдски центар за безбедносну политику. Епископ Никанор је у августу 2022. изјавио да би „да би оружје употребио да га има” причајући о учесницима Европрајда, позвао људе да се побуне насилно, као и да ће „проклети сваког ко ово проповеда”, што је наишло на осуде углавном левичарских политичких партија у власти,, поверенице за заштиту равноправности и председника Александра Вучића.

#### Протести против одржавања Европрајда
Дана 14. августа 2022, одржан је протест „За одбрану породице” против одржавања Европрајда у Београду. Још један овакав догађај је одржан 28. августа где су демонстранти носили иконе, руске заставе, војне ознаке „Z” и слике председника Русије Владимира Путина. Шетњи је присуствовао и Епископ Никанор који је раније претио учесницима Европрајда и изјавио да „данашњи цар планете која се зове Земља је нико други него Владимир Владимирович Путин који је донео одлуку да о аномалијама какве се појављују у Србији не сме бити ни говора а камоли да заживе”. Скупу су присуствовали и Миша Вацић, Бранимир Несторовић и Вељко Ражнатовић.
Трећа литија против Европрајда је одржана 11. септембра коју је организовала више десничарских група, уз подршку Српске православне цркве. Велики број грађана окупио се испред седишта Патријаршије, одакле се колона упутила ка храму Светог Саве. Организатори литије су саопштили да је циљ протеста спречавање ове и сваке друге параде поноса. Многи учесници носе црквена обележја, а на челу колоне су свештена лица. На траси литије раширена је више стотина метара дуга комбинована српско-руска застава. Патријарх Српске православне цркве (СПЦ) Порфирије почео је нешто после 19.30 да служи „Свенародни молебан за светињу брака и породице, слогу и мир у нашем народу“, испред Храма Светог Саве у Београду, где се окупило на десетине хиљада грађана.

##### Наводно „Отказивање”
Дана 27. августа 2022, председник Србије је изјавио да ће Европрајд бити отказан. Истог дана, организатори Европрајда и ЕПОА су изјавили да председник нема овлашћење да откаже Европрајд, већ да може само да покуша да га забрани. Такође је речено да би потенцијална забрана била кршење Устава, да је Уставни суд Србије већ донео одлуке да су забране паради поноса из 2009, 2011, 2012. и 2013. биле неуставне, као и да би била кршење чланова 11, 13. и 14. Европске конвенције о људским правима који је Србија ратификовала као чланица Савета Европе. ЕПОА је такође подсетила да је премијерка Србије, која је ЛГБТ особа, обећала пуну подршку Владе Србије за Европрајд и да очекују да ће то обећање бити испуњено. Људи су поново позвани да изађу у протестну шетњу 17. септембра, као што је и планирано.
Ова вест је стигла истог дана као и договор Београда и Приштине о личним документима, признавању личних карти које издаје Косово у Србији, као и о укидању улазно-излазних докумената за косовске држављане у Србији, што су многи сматрали скретањем пажње са те теме. Најаву председника је поздравио Синод СПЦ, изјавом да „одржавање ове параде у циљу промоције ЛГБТ идеологије која покушава да се наметне Европи и такозваном западном свету не би било од користи никоме”. Известилац за Србију у Европском парламенту Владимир Билчик је изјавио да је разочаран овом забрињавајућом одлуком у погледу заштите основних људских права.
Дана 13. септембра, шетња Европрајда која је главни догађај Европрајда, као и протест „антиглобалиста” заказан за исти дан је забранио МУП Србије, тврдећи да је небезбедно за учеснике оба скупа да се скупови одрже. Организатори Европрајда су најавили да ће МУП-у поднети жалбу, као и да ће се шетња десити упркос забрани, али на другој рути. Такође је истакнуто да је на хиљаде људи већ дошло у Србију да подржи ЛГБТ+ заједницу и да је забрана узалудна, тако да је уз пратњу полиције шетња Европрајда оржана одобреном рутом, како је договорено, док су протести против параде отказани.

##### Протести против отказивања Европрајда
Опозиционе странке у Скупштини Србије леве оријентације Не давимо Београд, Покрет слободних грађана и Морамо - Заједно су најавили да ће, у знак подршке, присуствовати протесту 17. септембра 2022, на дан када шетња Европрајда треба да се одржи, ако шетња буде забрањена.
Дана 13. септембра, после најаве забране Европрајда од стране МУП-а, активисти за ЛГБТ+ права су се окупили испред и у Дому омладине у Београду где је премијерка Србије Ана Брнабић говорила на Међународној конференцији за људска права у оквиру Европрајда, исказали незадовољство.

#### 17. септембар — дан шетње и сукоби са полицијом
Дана 17. септембра, Управни суд Србије је одбацио жалбу организатора на забрану пријављене руте шетње. Истог дана, организатори Европрајда су изјавили да се МУП Србије није огласио поводом нове руте шетње, те је она легална. Премијерка Србије Ана Брнабић изјавила је после састанка са званичницима ЕУ да је протестна шетња дозвољена и да ће учеснике штитити полиција. Асоцијација европских прајд организација захвалила је премијерки на одржаном обећању да ће њена Влада подржати Европрајд. Министар унутрашњих послова Александар Вулин је поновио да забрањене руте шетње неће бити, док организација Европрајда објансила да је шетњу на новој рути МУП Србије одобрио и да је изјава министра погрешно протумачена. Учесници Европрајда организовали су шетњу од зграде Уставног суда до Ташмајдана, где се одржава концерт. Претходно су забележени инциденти. Део противника манифестације окупио се код Храма Светог Саве. Полиција је потиснула мању групу грађана који су носили верска обележја и противили се одржавању Европрајда од Главне поште низ Таковску улицу до зграде РТС-а. На улицама Београда, дошло је до сукоба полиције и демонстраната ангажовано око 5.200 припадника МУП-а, ухапшена 64 изгредника, а повређено je 10 полицајаца, саопштила је премијерка Ана Брнабић на посебној конференцији за новинаре.

##### Наставак литија
У Београду је 2. октобра одржана "Литија за спас Србије", а учесници су се током шетње зауставили испред зграде Уставног суда. Испред Цркве Светог Марка окупљенима се обратио професор историје Милош Ковић, који је рекао да је ово што се данас дешава борба за светиње и духовност. Подсетио је да је недавно поред Цркве Светог Марка одржана шетња током Европрајда. Додао је да то није само борба за Цркву Светог Марка, већ и за Дечане, Грачаницу, али и сву српску децу и у Београду, али и на Косову и Метохији. Током шетње учесници литије застали су испред Прајд инфоцентра, а поједини су држали транспарент са натписом "Забрана промоције содомије на 100 година". Учесници скупа одали су пошту и руском цару Николају код његовог споменика у Улици краља Милана. Литија је прошла центром Београда, од Патријаршије до Цркве Светог Марка.

##### Реакције од стране владе
Дана 15. септембра, Више јавно тужилаштво у Београду је објавило да свако ко учествује на забрањеном скупу може да сноси кривичну одговорност. Истог дана, новинска агенција Бета објављује да је Влада Србије обећала Европској комисији да ће се парада у оквиру Европрајда одржати, скраћеном рутом.
Дана 16. септембра је Влади предата петиција са 27.000 потписа којом се тражи одржавање шетње и саопштена је нова рута шетње. Истог дана, Влади је предато писмо које су потписали амбасадори 21 државе у Београду у ком је дата подршка ЛГБТ+ заједници у Србији и да ће бити омогућена мирна, безбедна и легална шетња. Писмо су потписали амбасадори Аустралије, Аустрије, Белгије, Канаде, Хрватске, Данске, Финске, Француске, Немачке, Италије, Ирске, Јапана, Холандије, Норвешке, Португала, Словеније, Шпаније, Швајцарске, Украјине, Сједињених Држава и Уједињеног Краљевства. Министар унутрашњих послова Србије Александар Вулин је демантовао тврдњу да је Србија попустила под притисцима и дозволила одржавање параде поноса и да забрана остаје на снази.
Дана 17. септембра Министарство унутрашњих послова још једном у свом саопштењу упозорила све да неће толерисати никакво насиље на улицама Београда и да ће стриктно спроводити закон и одлуке надлежних органа и судова.

#### Реакције СПЦ
Дана 6. септембра, Патријарх Порфирије подржао је отказивање Европрајда, тврдећи да је „ова тема нама вештачки наметнута и потпуно супротна систему вредности нашег народа, а исто тако и наше браће и сестара других вера и нација са којима живимо”.

#### Дипломатске активности и иностране реакције
1. ОУН — 28. август 2022 — Дана 28. августа, канцеларија Уједињених нација у Србији изјавила је „да би забрана Европрајда била удаљавање од идеје социјалне кохезије и пуног остваривања агенде људских права” и изразила забринутост поводом подстицања на мржњу и насиље из претходних недеља. Такође су навели да би забрана ишла против Устава Србије - према одлукама Уставног суда Србије из претходних година, Универзалне декларације о људским правима УН и Европске конвенције о људским правима.[90] Истог дана, министарка спољних послова Шведске Ан Линде изјавила је „да је домаћинство Европрајда част и прилика да се утемељи вера у недискриминацију, која је људско право” и изразила жаљење због повлачења подршке Србије за манифестацију.[91] Министарка спољних послова Норвешке Аникен Хуитфелд позвала је на Србију да омогући одржавање Европрајда.[92]
2. ЕУ — 29. август 2022 — Дана 29. августа после састанка 28. августа са чланицама европског парламента Тери Рејнтке и Вајолом вон Крамон-Таубадел, премијерка Србије Ана Брнабић изјавила је да држава не жели да било коме ускрати њихова Уставом загарантована права, као и да је изјава председника била „више молба" да се догађај одложи и замолила организаторе да шетњу или откажу или одложе.[93][94] Истог дана, ИЛГА Европе је осудила Вучићеву изјаву, а извршни директор организације „Вучића подсећа да једнакост, право и слобода нису ствари које могу да се оставе по страни кад се појаве економски и политички проблеми.”[95] Председница ЕПОА је изјавила да у случају да Европрајд буде забрањен, организатори ће правду тражити на суду.[96] Опозиционе странке у Скупштини Србије Не давимо Београд, Демократска странка, Покрет слободних грађана и Морамо - Заједно су најавиле своје присуство протесту 17. септембра 2022, на дан када шетња Европрајда треба да се одржи, ако шетња буде забрањена.[75]
3. Србија —  ЕУ — 30. август 2022 — Дана 30. августа, Председник Србије Александар Вучић изјављује да су захтеви опозиције да се Европрајд одржи и протести против његовог одржавања „екстреми који постају све снажнији, а да пристојна Србија ћути и гледа шта сви други раде” и да „ако је неки скуп забрањен, он ће бити забрањен”.[97] Кристоф Лакроа, генерални известилац за права ЛГБТ+ особа Парламентарне скупштине Савета Европе[98] истог дана даје изјаву да би отказивање Европрајда био корак назад за једнакост и демократију. Такође је подсетио да „је српска власт често истицала подршку једнакости и да је то добро, али да не може да остане на речима”. Истакао је да је Европски суд за људска права више пута јасно ставио до знања, а Парламентарна скупштина СЕ потврдила, да прајд није проблем, већ његова забрана. Свој исказ је завршио са:[99][100]„Европа гледа. Немојте да забрљате.”— Кристоф Лакроа
4. Ирска — 30. август 2022 — Истог дана је реаговао и министар спољних послова Ирске Сајмон Ковенеј, уједно и председавајући Комитету министара Савета Европе [] и изјавио да су слобода окупљања и забрана дискриминације основне слободе садржане у Европској конвенцији о људским правима.[100] Тери Рајнтке која је 3 дана раније имала састанак са премијерком Србије изјављује да би забрана Европрајда имала негативне последице по евроинтеграције Србије.[101]
5. САД —  ЕУ — 31. август 2022 — Дана 31. августа, државни секретар САД Ентони Блинкен ургира да Србија треба да обнови своју подршку одржавању Европрајда.[100] Истог дана, премијерки и председнику Србије је послато писмо које је потписало 145 чланова европског парламента којим позивају на одржавање Европрајда по плану и одговарајућу полицијску заштиту учесника.[102]
6. ЕУ — 1. септембар 2022 — Дана 1. септембра, Европска унија даје изјаву да охрабрује Србију да настави разговоре са организаторима Европрајда како би се пронашао начин да се мирно одржи, као и да жељно ишчекује позитивну одлуку власти. Додатно, ЕУ очекује од својих партнера да се обавежу поштовању и промоцији људских права, што укључује ЛГБТ+ особе и њихово право на слободу окупљања и изражавања, у складу са Уставом Србије и међународним правом.[103] Истог дана, Human Rights Watch изјављује да је „одлука српске власти да подилази нетрпељивости и насилним претњама срамотна”, као и да су протести далеко-десничарских група и религиозних организација већ биле одржане, те да Србија има обавезу да обезбеди учеснике Европрајда.[104]
7. Шведска — 6. септембар 2022 — Дана 6. септембра, Амбасадорка Шведске у Србији Аника Бен Давид је поновила став министарке спољних послова Шведске из 28. августа и изјавила да се нада да ће договор између организатора и владе вити постигнут.[105]
8. ЕУ — 13. септембар 2022 — Дана 13. септембра, ЕУ исказује разочарање о забрани пријављене руте параде поноса у оквиру Европрајда и указује да без параде нема Европрајда, као и да се нада да ће бити пронађено решење.[106]
9. ЕУ — 14. септембар 2022 — Дана 14. септембра, чланица Европског парламента Тери Рејнтке је тему забране Европрајда вратила на дневни ред, подсетила да ЕП подржава слободу окупљања, као и ЛГБТ+ заједницу како у ЕУ, тако и у Србији. Председница Европског парламента Роберта Метсола је потом открила да је написала писмо српским властима поводом забране параде, да је прајд још увек потребан и да свако има право да живи како жели, што је пропраћено аплаузом парламента.[107][108]
10. ЕУ — 17. септембар 2022 — Шеф Делегације Европске уније Емануеле Жиофре истакао је да је поносан да шета са европским дипломатама и LGBTIQ активистима из Србије и Европе. Известилац Европског парламента за Србију Владимир Билчик пожелео је срећан Европрајд свима, истичући да је то прослава слободе, различитости и правих европских вредности. Додао је да је "поштовање људских права суштина модерне демократске Европе", а да је  "поштовање различитости, не само тема европских вредности, већ и дух Европе".[81]
11. САД — 17. септембар 2022 — У шетњи су, поред европских званичника, виђени и амбасадори западних земаља, међу којима и амерички амбасадор Кристофер Хил. Хил је изјавио да је важно данас бити на Европрајду, јер је то важан дан за једнакост свих грађана, за Србију. Хил је за Н1 рекао да је важно бити на Европрајду јер се мора разумети "да смо сви заједно, сви смо браћа и сестре и сви смо Божја деца".[81]

### Еколошки протести у Београду
Иницијатива Еко стража најавила је 2. новембра протест против загађења ваздуха „Народ против тровача“ за недељу 13. новембра у 12 часова на Андрићевом венцу.

#### „Еко стража”
На протесту у Београду 13. новембра окупило се више хиљада грађана како би изразили незадовољство због лошег квалитета ваздуха у Србији. Грађани су били опремљени пиштаљкама и транспарентима, а вијориле су се и заставе еколошких организација. Бојан Симишић из организације „Еко стража“ рекао је да је то пети пут од 2020. године како организују протест због лошег стања ваздуха у Србији.

#### Нећемо ни „L” од литијума
Испред зграде Владе Србије у Београду одржан је 27. новембра протест Савеза еколошких организација Србије. Учесници протеста захтевају да "Рио Тинто" престане са истраживањем литијума, као и да се усвоји народна иницијатива о забрани ископавања литијума и бора. На протесту су били и поједини опозициони посланици. Демонстранти су блокирали раскрсницу Кнеза Милоша и Немањине улице уз поруку да ће "ту остати све до им се не испуне захтеви". За саобраћај је отворен смер Немањине улице од Савског трга ка Славији. Главни захтеви данашњег протеста: да "Рио Тинто" престане са истраживањем литијума, да се усвоји народна иницијатива о забрани ископавања литијума и бора и да из Србије оду рударске компаније. Такође, учесници протеста траже и да оставке поднесу председница Владе и председник Србије, и да се "ослободи" РТС. Окупљени су поручили да неће одустати од својих захтева. Протести су организовани на годишњицу ескалације претходних протеста када су 27. новембра 2021. еколошки покрети организовали блокаду саобраћајница широм Србије, од којих је највећа била на мосту Газела.

### Протести поводом кризе на северу Косова и Метохије
Дана 12. децембра увече одржано је окупљање у знаку "подршке Србима" на Косову, који су на северу те земље подигли барикаде и блокирали путеве. То су учинили након хапшења бившег припадника Полиције Косова српске националности, Дејана Пантића, кога косовске власти сумњиче за учешће у инциденту када је демолирана канцеларија локалне изборне комисије. Пантић се од тада налази у притвору. На протесту на тргу у Београду се окупило неколико хиљада људи. Колона махом млађих људи, прошетала је од Храма светог Саве до Цркве светог Марка у Београду 12. децембра. Током протесне шетње, чији организатори су остали непознати, чуле су се националистичке песме, запаљена је државна застава непризнатог Косова, а певало се и у славу „вечног” пријатељства Србије и Русије. Десничарске опозиционе парламентарне и ванпарламентарне странке и покрети организовали су 16. децембра следећи протестни скуп испред зграде Председништва у Београду захтевајући да председник Србије Александар Вучић „промени политику“ Србије према Косову и обустави преговоре који се воде у Бриселу.

#### Протести на Јарињу 18. децембра
Стотињак окупљених Срба на граничном прелазу Јариње између Србије и Косова пробио је 18. децембра око 14:10 сати први кордон полиције Србије који се налазио на неколико стотина метара од прелаза. Њима се испред самог граничног прелаза испречио нови кордон полиције у опреми за разбијање демонстрација са штитовима и шљемовима. Ту је опет дошло до кошкања с полицијом, која је коришћена и пендреке у неколико наврата, али се ситуација убрзо смирила, а најмање једна особа је приведена.

## Ток 2023.

### Предлог француско-немачког плана
Дана 4. септембра 2022. на двогодишњицу Вашингтонског споразума, председник француске Емануел Макрон и немачки канцелар Олаф Шолц позвали су Албина Куртија и Александра Вучића да покажу максималну одлучност и спремност за доношење тешких одлука, које воде ка напретку у дијалогу између Косова и Србије. Председник Србије Александар Вучић изјавио је 8. октобра да су Француска и Немачка предложиле Србији да дозволи придруживање Косова међународним институцијама и организацијама, укључујући Уједињене нације (УН) у замену за брзо чланство Србије у ЕУ.
Премијер Косова Аљбин Курти је 10. октобра изјавио да постоји „француско-немачка иницијатива, која има за циљ да пружи већа овлашћења специјалном изасланику ЕУ за дијалог Косова и Србије Мирославу Лајчаку, уз континуирану подршку САД“. Вучић је 18. октобра поновио да је суштина предлога Немачке и Француске да Србија не блокира учлањење Косова у све међународне организације. Србија би за то, како је рекао, добила "брзи улазак у ЕУ и вероватно значајне економске користи". Специјални изасланик САД за Западни Балкан Габријел Ескобар је одговарајући на питање новинара у Приштини 19. октобра француско-немачком предлогу, рекао да "шта год европске државе предлаже у вези дијалога, да се мора озбиљно схватити". Косовски премијер Аљбин Курти затражио је у среду, 23. новембра, да се план Француске и Немачке, који подржава ЕУ, што пре стави на сто и да већ касни.
Европска унија је у децембру 2022. године проследила нацрт споразума властима у Србији и на Косову на самиту ЕУ-Западни Балкан у Тирани. Предложени „Основни споразум између Косова и Србије“ (познатији у јавности и као Француско-немачки предлог или Макрон-Шолц предлог) заснован је на претходном нацрту који су сачиниле француска и немачка влада раније 2022. године. Према условима нацрта споразума, обе стране би се сагласиле да „развијају нормалне, добросуседске односе једна са другом на основу једнаких права“ и да ће „обе стране међусобно признати релевантна документа и националне симболе, укључујући пасоше, дипломе, таблице возила и царинске печате“. У нацрту споразума се даље додаје да се Србија неће противити чланству Косова у било којој међународној организацији и да ће обе стране спровести већ потписане договоре (нпр формирање Заједнице српских општина). Обе стране ће разменити сталне мисије у својим главним градовима. Предлог такође омогућава формирање заједничке комисије, којом председава ЕУ, за праћење спровођења.
ЕУ се нада да би споразум могао бити потписан до краја 2023. године, а преговори у вези са предложеним споразумом почели су средином јануара. Дана 20. јануара 2023. Вучић је изјавио да ће Србија бити спремна да прихвати споразум и да ради на његовом спровођењу. Према његовим речима, из евроамеричког преговарачког тима речено му је да ће приступ Србије ЕУ стати ако Србија одбије споразум, као и да би био укинут безвизни режим Србије и ЕУ. Француски и немачки амбасадори у Србији Пјер Кошар и Анке Конрад су ове тврдње демантовали, тврдећи да није било претњи, већ само указивања на последице ако Србија пропусти прилику за договор.
Председник Србије Александар Вучић изјавио је 23. јануара да су француско-немачки предлог за нормализацију односа Београда и Приштине усвојиле све земље чланице Европске уније, чак и пет земаља које нису признале независност Косова. Он је у обраћању рекао да не може да говори о детаљима тог плана, али да је тај предлог „де факто постао преговарачки оквир за приступање Србије ЕУ“. Пре обраћања председника Србије Александра Вучића, током којег је 23. јануара говорио о француско-немачком предлогу, у просторијама Двери састали су се представници десничарске опозиције. На Фејсбук профилу Српског покрета Двери окачена је фотографија са натписом "Не ултиматуму!" на састанку коме су присуствовали представници Покрета за одбрану Косова и Метохије Милош Ковић и Часлав Копривица, председница Српске странке Заветници Милица Ђурђевић Стаменковски, председник Нове ДСС Милош Јовановић, председник Државног покрета Слободан Самарџић и председник Двери Бошко Обрадовић. Ова група се оштро противи било каквом споразуму у вези са Косовом и Метохијом који би значио улазак Косова у УН, односно који би био у супротности са „Декларацијом о реинтеграцији Косова и Метохије у уставно-правни поредак Србије”. Поред учесника овог скупа, у октобру су га потписали академици Матија Бећковић, Миша Ђурковић, Драгољуб Анђелковић, председник Народне странке Вук Јеремић, док је Мирослав Васић потписао испред Српске странке Заветници.

#### Протести против француско-немачког плана
Неколико хиљада демонстраната окупило се 15. фебруара у главном граду Србије на позив десничарске групе Народне патроле у знак протеста против евентуалног прихватања плана западних дипломата о регулисању односа Београда и Приштине. Окупљени су захтевали од председника Србије Александра Вучића да се повуче из преговора, одбије француско-немачки план, као и формирање Заједнице српских општина. Одред полиције под опремом за разбијање демонстрација спречио је демонстранте да се приближе улазу у зграду Председништва Србије.
Увече 3. марта је у Храму Светог Саве у Београду одржан молебан за Косово и Метохију што је означено као званични почетак молитвених литија. Два дана касније 5. марта, у Београду је у неколико стотина грађана прошетало Централним улицама и потом присуствовало вјерском догађају у Храму Светог Саве. Догађај је најављен као "литија" за Косово, пише Радио Слободна Европа. На њега су позвале десно оријентисане организације Удружење православних жена и Покрет Светосавље. Присутни су носили верска обележја, заставе Србије и поруку «Нема предаје». Догађај је обезбјеђивала полицију. Након шетње, колона је ушла у Храм Светог Саве гдје је литургију држао патријарх Српске православне цркве (СПЦ), Порфирије. СПЦ није јавно позвала на догађај 5. марта, али је претходно најавила да ће сваког петка у црквама држати вјерске обреде посвећене Косову. У међувремену, западни званичници су само појачали своје напоре у дијалогу између Србије и Косова. Слеђени сусрет лидера Србије и Косова у оквиру дијалога најављен је у Охриду 18. марта. Протестна шетња у организацији студената београдског Универзитета којом траже одбијање европског предлога за Косово одржана је 7. марта од платоа Филозофског факултета до зграде РТС-а, а окупила је око 8000 грађана. Протест је одржан под слоганом „Студенти за Космет“, а најављен је и протест следеће седмице. Са скупа код Филозофског факултета чуле су се поруке о издаји Косова, тражено је одбијање споразума, као и поруке против формирања Заједнице српских општина. На протесту су присуствовали професор Слободан Самарџић, професор Часлав Копривица, Милош Ковић, председник Народног слободарског покрета Мирослав Паровић, председник удружења грађана Покрет Љубав Вера Нада Немања Шаровић, активисти Двери и Новог ДСС-а. Наредних дана на друштвеним мрежама се ширио позив за „Литију за Свето Косово и Метохију“, која је најављена за  недељу 12. март, протест „Студенти за Космет“ за уторак 14. март на платоу код Филозофског факултета, а главни централни протест је најављен за петак 17. март. У недељу 12. марта се окупио мизеран број људи, али се у уторак 14. марта окупио знатно већи број људи у поновном окупљању студентских организација. Студенти су одржали протестну шетњу од трга републике до државних институција.
На скупу 17. марта, окупило се око 25 хиљада људи на ком су се обратили лидери десне парламентарне опозиције. Поједини демонстранти су носили руске заставе и обележја руске паравојне групе „Вагнер”. Присталице четири десно оријентисане парламентарне опозиције блокирале 24. марта (на дан НАТО агресије на Србију) на сат времена саобраћај испред зграде Владе Србије у центру Београда тражећи одбацивање Споразума за нормализацију односа на Косову.
Присталице четири десничарске организације окупиле су се 22. априла у Новом Саду на скупу са којим је затражено поништење споразума између Србије и Косова и оставке званичника у Србији. На скупу, којем је присуствовало неколико стотина грађана, испред Српског народног позоришта (СНП) у Новом Саду у Војводини позвале су се десно оријентисане парламентарне странке Нова демократска странка Србије (НДСС), Двери, Заветници и Покрет за обнову Краљевине Србије (ПОКС). Са тог скупа упућен је и захтев за расписивање ванредних избора на свим нивоима. Окупљени су носили заставе Србије и традиционалне заставе Војводине.
Увече 29. маја, група грађана у знак протеста због ситуације на Косову и Метохији, блокирала је ауто-пут код Аутокоманде у Београду. Током протеста биле су истакнуте заставе Србије, скандирале су се пароле за КиМ и певале песме. Чула су се и пиротехничка средства. Грађани су се у поподневним сатима организовали преко друштвених мрежа, а план је био да се блокира Аутокоманда. На крају је ипак блокиран ауто-пут. Повод за окупљање је био то што су јаке снаге Кфора разбиле поподне скуп грађана који су били окупљени испред општине Звечан. Коришћени су сузавац и шок-бомбе, а повређено је више од 50 Срба.

### Протести пољопривредника
Група пољопривредника је 15. маја разговарала са Брнабић о њиховим захтевима за побољшање услова пољопривреде и повећање субвенција, али је Брнабић одбила све њихове захтеве. Пољопривредницима је тада понуђено да о захтевима разговарају са Вучићем, али су они одбили да разговарају и уместо тога су најавили да ће организовати протесте. Пољопривредници су тражили повећање субвенција, не додавање акциза и пореза на додату вредност на дизел, обезбеђивање цена пољопривредних производа, пшенице, кукуруза, соје и увођење веће премије за млеко. Један од организатора протеста је касније тог дана добио претње. Протести пољопривредника почели су 16. маја у Крагујевцу, Крушевцу, Новом Саду, Богатићу, Ковину, Панчеву, Пожаревцу, Суботици и Ченти. Протести су се касније проширили и на Зрењанин и Краљево. Пољопривредници су својим тракторима блокирали путеве.
Повећање неких субвенција, увођење већих премија за млеко и издвајање више буџетских средстава за пољопривреду Вучић је најавио 18. маја након разговора са групом пољопривредника. То је критиковала група панчевачких пољопривредника, које су описали као „Вучићеве пионе“.
Један број радника РБ Колубара почео је протест 17. маја, тражећи оставку Дубравке Ђедовић, министарке рударства и енергетике и поништавање реформе Електропривреде Србије из јавног предузећа у акционарско друштво. Дан касније, група демонстраната, која подржава проширење електричне мреже, протестовала је испред Народне скупштине, док су у Оџацима грађани протестовали због сексуалног узнемиравања деце. У Оџацима, васпитачица у вртићу, која је била кандидат СНС-а на локалним изборима 2020. године, ухапшена је 12. маја након сексуалног узнемиравања деце.
Дана 22. маја, пољопривредници који су пет дана протестовали на путевима, потписали су споразум са представницима Владе Србије о испуњењу захтева који су договорени током викенда, а најважнији је повећање субвенција по хектару. Буџет Министарства пољопривреде ове године ће достићи 120 милијарди динара, од чега су 104 милијарде намењене субвенцијама, рекла је министарка Јелена Танасковић. Према споразуму, повећани су основни подстицаји за биљну производњу, односно подстицаји по хектару, са 9.000 на 18.000 (односно 6.000 динара дизел-гориво плус 3.000 динара директно) у текућој години.

### Најава ванредних избора
Више опозиционих странака, међу којима су Демократска странка, Странка слободе и правде и Зелено-леви фронт, затражило је расписивање ванредних парламентарних и београдских избора. Председник Србије Александар Вучић је 12. септембра изашао са предлогом да се избори распишу до краја децембра, а да се одрже најкасније до 2. марта 2024. године. Председник Србије, изјавио је да ће власт изаћи у сусрет захтевима опозиције по питању датума одржавања избора, али не нужно и по питању тога који ће све изборе бити расписани. Председник Србије Александар Вучић је три дана после ескалације сукоба на Косову и Метохији и четири дана после 21. протеста рекао да парламентарни, покрајински и београдски избори могу да буду одржани 17. децембра. Дана 12. октобра, председник Србије Александар Вучић изјавио је, гостујући на ТВ Прва, да ће избори бити 17. децембра, по захтеву опозиције, и додао је да им је испунио захтев, па ће добити парламентарне, београдске и војвођанске изборе и да ће бити расписани 2. новембра.

#### Расписивање ванредних парламентарних и локалних избора
Председник Србије Александар Вучић указом од 1. новембра је распустио Народну скупштину и расписао ванредне парламентарне изборе за 17. децембар. Претходно је председник Народне скупштине Владимир Орлић расписао изборе за одборнике скупштина градова и општина.

### Штрајкови и локални протести

#### Штрајк просветара
Четири репрезентативна синдиката образовања донела су 5. октобра одлуку да од понедељка, 16. октобра ступе у штрајк са скраћеним часовима на 30 минута. Међутим, представници четири репрезентативна синдиката запослених у просвети донели су 10. октобра одлуку да прихвате Протокол који им је Влада Србије предложила и навели да тиме престају разлози за организовање штрајка.

#### Штрајк поште
Радници Јавног предузећа „Пошта Србије“ су у обуставили рад од 24. октобра у Новом Саду, а иницијатор штрајка је био Удружени синдикати Србије „Слога”. Главни захтеви поштара су повећање броја радника и повећање плата од најмање 30 одсто, уз званичне гаранције Владе Србије да ће захтеви бити испуњени. Претходно је вршилац дужности директора „Поште Србије” Зоран Ђорђевић обећао радницима током суспензије да радници неће бити кажњени смањењем зарада. Представници „ЈП Поште Србије” и владе потписали су 15. новембра споразум о обустави протеста у том предузећу. Председница Владе Србије Ана Брнабић састала се претходно са представницима синдиката ЈП Поште Србије. Састанку су присуствовали и председник „Савез Самосталних Синдиката Србије (СССС)” и Љубисав Орбовић као и в.д. директора ЈП Поште Србије Зоран Ђорђевић. Споразумом је договорена исплата једнократне помоћи свим радницима, изузев руководству, у износу од двадесет хиљада динара, најкасније до 25. новембра. Повећање плата, од 1. новембра ове године, свим запосленима у технологији, у износу од 10%. Додатно повећање плата радницима у технологији догодиће се 1. јануара 2024. године и износиће 10%, што чини кумулативно повећање плате у износу од 21% у односу на тренутне зараде у технологији. Такође, договорено је и увећање зарада свим запосленима у администрацији, изузев руководству, од 10%, почевши од 1. јануара 2024. године. На састанку је постигнута сагласност да неће бити санкционисања радника због незаконите обуставе рада, за све раднике који испуне договор о престанку обуставе до следећег дана 16. новембра у 12 часова. Истог дана 16. новембра полицијски службеници су узели седам пословних докумената и, како тврде адвокати, без правног основа и једног документа, незаконито запечатили просторију у пословном простору. Следећи дан Полиција и Више јавно тужилаштво у Београду ушли су вечерас у просторије “Пошта Србије“. Влада Србије усвојила је 20. новембра на седници закључак о исплати 20.000 динара помоћи запосленима у Пошти Србије.

#### Упад еколошких активиста у хотел „Метропол”
Дана 7. новембра, уз скандирање Рио тинто марш из Србије и Србија није на продају еколошки активисти окупљени око Савеза еколошких организација Србије (СЕОС) упали су данас у хотел Метропол у Београду и прекинули скуп о рудним и минералним ресурсима Србије на коме су учествовали и представници неколико страних компанија и амбасада. Било је предвиђено да панел буде затвореног типа и без присуства медија, а српска министарка рударства и енергетике Дубравка Ђедовић, која је, према неким информацијама, била најављена као домаћински скуп није био присутан на панелу. Пре упада у Метропол представници СЕОС-а су одржали протест испред хотела, а на импровизованој конференцији за представнике медија СЕОС-а је присуствовао и Златко Кокановић из Горње Недељице. Међу учесницима протеста био је и професор Ратко Ристић, који је и кандидат за градоначелника Београда на листи покрета Двери и Заветника.

#### Штрајк пољопривредника — Новембар 2023.
Протест пољопривредника најављен је 2. новембра за 13. новембар зато што није испунила обећања које је дала у мају ове године. Протест су најавила четири удружења - Иницијатива за опстанак пољопривредника Србије, Удружење пољопривредних произвођача Суботице, Савез удружења пољопривредника Баната и Удружење пољопривредника Арадац. Пољопривредници су 13. новембра блокирали улаз у Рафинерију Нови Сад и поручили да ће ту провести ноћ. Министарка пољопривреде Јелена Танасковић рекла је да је протест политички и да су захтеви пољопривредника већ испуњени. Највећи број пољопривредника који се укључио у протест долази из Војводине. Министарство пољопривреде је у 11 сати позвало све ратаре који сматрају да држава и поред свега што је урадила за бољи положај пољопривредника у овој години, али се нико од пољопривредника није одазивао. Пољопривредници су затражили субвенције по хектару од 300 евра, „плави дизел“ без акцизе за 100 литара по хектару, односно да дизел на свим пумпама буде без акцизе плус ПДВ од 1. јануара 2024. године. Током вечери на Баваништу, где је у току блокаде куће једног од организатора протеста Јована Јованова, стигли су посланик Демократске странке Срђан Миливојевић и Александар Јовановић Ћута из Еколошког устанка. Они су казали да се неће мешати међу окупљене грађане, али да су ту да подрже Јованова због насиља које трпи. Више пољопривредника на својим тракторима дошло је у улицу пољопривредника Јована Јованова у Баваништу и блокирало је возила групе мушкараца који су претходно блокирали прилазе кући Јованова. Посланик Демократске странке Срђан Миливојевић је на Твитеру објавио да су по чланове СНС после вишечасовне блокаде дошла друга возила и „евакуисала их” из улице Јованова. Испред своје куће је препознао људе из свог села, међу којима су чланови месног одбора у Месној заједници и чланови СНС. Ту су и председник Скупштине општине Ковин Зоран Брадањи, помоћник председника општине Душан Максимовић (о чијој смо дипломи већ писали и због које је прећено локалном новинару) и начелник Хитне медицинске помоћи у Ковину Срђан Ненек. Полиција је, према његовим речима, изашла на терен после више позива и више од сат и по времену чекања. Међутим, показали су да немају ингеренцију да окупљену групу склоне одатле и обећали да ће послати паук да уклони возило које је блокирало прилаз имању Јованова. После вишечасовне блокаде оних који су блокирали кућу Јованова по њих су дошла друга возила и одвезла их одатле. Више удружења пољопривредника Србије наставило је протестовање и блокирало поједине путеве 14. новембра, други дан заредом. Они захтевају, између осталог, уређење тржишта пољопривредних производа и додељивање субвенција. Суботички пољопривредници наставили су протестне вожње тракторима око кружног тока на Жедничком путу, због чега је саобраћај на том делу града Суботице успоренији. Представник удружених удружења пољопривредника Марко Габрић изјавио је за Радио Слободна Европа (РСЕ) да је могуће и радикализација протеста, уколико се прихваћени захтеви из маја месеца не испуне. Пољопривредници су други дан заредом блокирали и улазе и излазе из новосадске Рафинерије нафте са око 30 трактора, тако да цистерне не могу ни да уђу из рафинерије. Они не одустају од покушаја да блокирају и Рафинерију у Панчеву, што дан раније нису успели да ураде, јер су им цистерне те компаније затвориле прилазе. Пољопривредници из Арадца и околних села са територије града Зрењанина организовали су блокаде пута Зрењанин – Нови Сад у трајању од по сат времена. Саобраћај је обустављен за камионе и аутобусе, док се путнички саобраћај одвија старим путем кроз Арадац. Пољопривредници су блокирали и пут Зрењанин - Београд код Ченте, а блокиран је и пут у Српској Црњи у близини граничног прелаза ка Румунији. Пољопривредници из Удружења „Стиг” окупили су се са тракторима на Ђердапској магистрали код Пожаревца, али је нису блокирали. Како се, пољопривредници су рекли да се додаје осећају изневерено и траже оно што им је обећано. Недељко Савић, председник Удружења „Стиг“, појаснио је за РТС да су пољопривредници тражили да се уреди тржиште, избаце монополи и добију боље цене. Удружења пољопривредника Панчевачки ратари, Аграрни форум и Грађанска непослушност саопштили су 14. новембра да подржавају протест до испуњења захтева. Наредних дана се протест пољопривредника радикализовао блокадом путева три пута дневно у 11, 13 и 15 часова нарочито у Војводини. Пољопривредници који су девет дана протествовали у Србији од 21. новембра поподне прекинули су блокаде путева, саопштила је Влада Србије. Након састанка премијерке Ане Брнабић и министарке пољопривреде Јелене Танасковић са представницима земљорадника у Београду, председница Кабинета Владе је навела да ће пољопривредници то учинити као "знак добре воље". Наводи се и да је договорено да идућег викенда поново разговарају о изнетим решењима. Влада је саопштила да је окосница предлога јефтиног горива за пољопривреднике на свакој пумпи, а на пумпама Нафтне индустрије Србије уз пољопривредну картицу. Кабинет премијерке је навео да се Законом о накнадама од 26. октобра дефинише смањење износа за одводњавање у 2023. за 50 одсто и накнаде укидања у 2024. години. Додајте се да ће тржишне терминске продаје бити уређено закључком Владе којим ће се производити формирати тим за усаглашавање законодавног оквира на начин да произвођач може самостално да извози. Милета Сланкаменац из Иницијативе за опстанак пољопривредника Србије, рекао је Радију Слободна Европа да је постигнут делимичан договор са премијерком о формирању робне берзе. Он је најавио да ће у уторак бити уклоњене блокаде саобраћајница али ће трактори земљорадника у протесту остати поред пута до најављеног састанка у Кисачу. Блокада путева пољопривредници спроводили су широм Србије у последњих девет дана захтевајући системску подршку државе аграру. Неки од лидера протеста пољопривредника навели су да су се по питању тражених субвенција од 35.000 динара по хектару за 2024. две стране сложиле да ће држава директно исплаћивати 18.000, а земљорадници преосталих 17.000 правдају кроз рачуне за репроматеријал као што су семе и ђубриво. На договореном састанку у недељу 26. новембра пољопривредници би требало да дају коначан одговор властима у вези са предлозима који су изнети 21. новембра. Састанку са премијерком присуствовали су представници Иницијатива за опстанак пољопривредника Србије, Удружења пољопривредних произвођача Суботице, Савеза Удружења пољопривредника Баната и Удружења пољопривредника Арадац. На састанку са премијерком Брнабић 26. новембра у Кисачу били су представници Иницијативе за опстанак пољопривредника Србије, Удружења Пољопривредних произвођача Суботице, Савеза Удружења пољопривредника Баната и Удружења пољопривредника Арадац. У Кисачу је постигнут висок степен сагласности између премијерке Србије Ане Брнабић и пољопривредника са којима ће састанак бити поновљен у среду. Представници пољопривредника обећали су да неће наставити са блокадама саобраћаја. Премијерка је додала да ће ратарима бити омогућено да купују 400 литара горива на пумпама, да ће подићи субвенције на 17.000 динара по хектару за сертификовани семенски материјал и да ће им помоћи да самостално послују на берзи.

#### Протести подршке Ани Михаљици
Троје малолетних, три дечака од три, шест и десет година одузети су 16. новембра 2023. године од стране запослених у Центру за социјални рад и смештени у Сигурну дечију кућу од половине новембра, а самохраној мајци се не дозвољава да брине о малишанима. Ани Михаљици су децу одузели након пожара који је избио у стану у Шекспировој 24, где живи њен отац. Она са децом није била у стану у тренутку пожара.
Први протест је одржан 28. фебруара 2024. године на коме су више пута поновили да су решења и одлуке Центра донета уз кршење законских прописа, што је потврђено усвајањем њихових жалби од стране суда, али да деца до тог тренутка нису враћена мајци. Више пута је поновљено да сматрају да се ради о кршењу законских прописа од стране појединаца у Центру за социјални рад.
Један од кључних корака које је преузела Ана Михаљица заједно са својим правним заступником Миланом Босиком, као и представницима неколико удружења је конференција за новинаре одржана 7. марта, где су најавили данашњи протест и "изразили забринутост за здравље деце" због, како су рекли, „сумње да су им дате неке недозване супстанце”. Други птотест испред Центра за социјални рад у Новом Саду који је 8. марта. Поводом овог случаја огласио се и сам Центар за социјални рад, неколико удружења, али и поједине политичке партије. Свако са потпуно различитим ставом. Свој став у вези целог случаја изнеле су и Двери. Они су тражили је од надлежних државних органа да се деца врате мајци, као и да рад Центра за социјални рад у Новом Саду буде стављен под хитан надзор, те да се изврши контрола рада запослених. А током данашњег протеста испред зграде Центра, у чијем се дворишту налази и Сигурна дечја кућа, појавила се и Јелена Павловић, бивша народна посланица посланичке групе "Ми — Глас из народа". Демонстранти су остали овде и током поподнева, носили су иконе и тамјан и позивали да се остане до даљег.
Ана Михаљица, којој је Центар за социјални рад привремено одузео троје деце старости 10, шест и три године, 22. марта је дошла у ову установу и у договору са надлежнима су јој враћена деца.

### Протести против наводне изборне крађе
Дана 17. децембра 2023. године су одржани ванредни парламентарни, покрајински локални на КиМ, града Београда и широм општина Србије на којима је листа Србија не сме да стане освојила апсолутну већину са 48% на републичком и 55% локалном и покрајинском нивоу. Међутим, ситуација се знатно закомпликовала око избора за град Београд где је број гласова био приближан између власти и опозиције на којима је владајућа коалиција Србија не сме да стане 39.34%, а највећа опозициона коалиција Србија против насиља 34.27%.
Градска изборна комисија саопштила је следећег дана 18. децембра прелиминарне резултате избора за одборнике скупштине града Београда на основу 92,46% пребројаних гласова да је највише гласова однела је листа "Александар Вучић - Београд не сме да стане" 39,35%, другопласирана листа је "Србија против насиља" 34,26%, на трећем месту је листа "Милош Јовановић - НАДА за Београд" 6,01%, Ми - Глас из народа, Александар Јерковић 5,37% и СПС 5, 01%. У Београду је исто вече одржан протест грађана на позив листе "Србија против насиља". Учесници су затражили поништавање београдских избора због, како кажу, бројних неправилности. Лидери коалиције Мариника Тепић и Мирослав Алексић ступили у штрајк глађу. Нападнут директор РЗЗС Миладин Ковачевић, а једна особа је због тог напада ухапшена. Лидер Еколошког устанка – Ћута Александар Јовановић Ћута најавио је да ће представници листе остати у згради РИК-а до доношења одлуке о поништавању избора. Група младих људи не одустаје од протеста. Полиција дозволила да три студента уђу у зграду РИК-а, али обезбеђење не допушта никоме да уђе, рекао председника ПСГ Павле Грбовић. У Београду се у уторак 19. децембра одржао други протест грађана на позив листе "Србија против насиља", али уз знатно мањи број грађана. Учесници траже поништавање београдских избора због, како кажу, бројних неправилности. Носилац листе "Србија против насиља" Мариника Тепић рекла је за РТС да сви који су окупљени испред РИК-а, као и они као народни посланици, траже поништавање избора зато што су, како је навела, "избори покрадени". Републичка изборна комисија је одлучила 20. децембра да ће се 30. децембра избори за народне посланике поновити на 30 бирачких места. Републичка изборна комисија није надлежна, нити може поступати по поднетом захтеву дела опозиције о понављању избора у Београду, изјавио је председник комисије Владимир Димитријевић на седници тог тела. Протест грађана на позив листе "Србија против насиља" одржан је и вечерас испред седишта РИК-а. Један од лидера коалиције Мирослав Алексић поручио је поново да ће њихови правници у телима за спровођење избора, пре свега у РИК-у, тражити поништавање избора на свим нивоима. Присуствовали су представници коалиције "Србија против насиља" Радомир Лазовић, Павле Грбовић, Небојша Зеленовић, Здравко Понош, Роберт Козма, Александар Јовановић Ћута, Срђан Миливојевић, а из зграде парламента изашли су Мариника Тепић и Мирослав Алексић. Окупљенима се обратио Мирослав Алексић, који је рекао да ће њихови правници који се налазе у телима за спровођење избора, пре свега у РИК-у, тражити поништавање избора на свим нивоима. Градска изборна комисија Београда донела је решења о поништавању градских избора на два бирачка места, док је констатовано да на једном бирачком месту не могу да се утврде резултати гласања. Градска изборна комисија усвојила је на данашњој седници Решење о поништавању гласања на изборима за одборнике Скупштине града Београда на бирачком месту број 73 у општини Вождовац. Како је саопштио Секретаријат за информисање Града Београда, на седници је усвојено и Решење о поништавању гласања на изборима за одборнике Скупштине града Београда на бирачком месту број 15 у општини Нови Београд. Донето је и Решење о констатовању да се резултати гласања на изборима за одборнике Скупштине града Београда не могу утврдити на бирачком месту број 122 у општини Нови Београд. Коалиција Шабац против насиља - Небојша Зеленовић саопштила је да захтева поништавање локалних избора у Шапцу. Испред седишта Републичке изборне комисије је следеће вечери је одржан четврти протест грађана на позив изборне листе “Србија против насиља“, која тражи понављање избора на свим нивоима. Мирослав Алексић каже да су добили одговор да од 20 часова три представника те листе могу да изврше увид у бирачки списак. Протест грађана, на позив листе "Србија против насиља", почео је око 18 часова испред зграде Републичке изборне комисије. Један од носилаца листе Мирослав Алексић каже да су данас поднели захтев за увид у бирачки материјал и у РИК-у и ГИК-у, а да су добили одговор да од 20 часова три представника те листе могу да изврше увид у бирачки списак.
На позив коалиције "Србија против насиља" грађани су се 22. децембра у Нишу окупили испред скупштине града Ниша у знак подршке протестима у Београду. Они су тражили траже да се поштује изборна воља, наводећи да је било низ неправилности током изборног дана, страхујући да ће се, како је речено, сличне ствари поновити на предстојећим локалним изборима на пролеће у Нишу.
Дана 22. и 23. децембра су одржани такође мирни , али у недељу 24. децембра је дошло до сукоба и инцидената испред градске скупштине када је група грађана и убачених хулигана покушало да уђе у зграду разбивши стакла на прозорима и вратима. Полиција је употребила сузавац и пендреке у разбијању протеста.
Увече 24. децембра окупљени на протесту испред РИК-а, после обраћања лидера листе "Србија против насиља", на позив Мирослава Алексића направили су прстен око Скупштине града. Посланици и одборници са листе СПН-а покушали су да уђу у зграду да би се, како кажу, обратили окупљенима, али им обезбеђење то није дозволило. Неколицина окупљених покушала је на силу да уђе у зграду и том приликом поломила стакла на улазним вратима и околним прозорима. Припадници Жандармерије су изнутра блокирали врата и спречавали да се у зграду уђе насилно. Полиција са штитовима изашла пред Скупштину града и потискују учеснике протеста даље од зграде. Председник Србије Александар Вучић поручио је да је важно сачувати мир и позвао на уздржаност.
Следећег дана 25. децембра после окупљања испред седишта Републичке изборне комисије, окупљени грађани отишли су до Полицијске управе града Београда и затражили ослобађање оних који су претходно вече ухапшени. Адвокат Александар Оленик је, након тога, поднео кривичну пријаву против министра унутрашњих послова Братислава Гашића и полицајаца који су у цивилној одећи напали жандарме у просторијама Скупштине града Београда. То је, даље искоришћено да се за насиље  учеснике оптуже мирни демонстранти, а онда су они пребијани и произвољно хапсили. Четворо студената који су том приликом ухапшени, задржани су у притвору у Земуну.
Дана 26. децембра у Београду је после окупљања испред седишта Републичке изборне комисије, грађани су се упутили у шетњу до Палате правде и затражили ослобађање оних који су ухапшени. Протест је одржан и у Краљеву.
Протести су се наставили и наредних дана на различитим локацијама.
Дана 29. децембра, Републичка изборна комисија одбацила је приговор листе "Србија против насиља" за Београд о поништавању избора. Студенти и грађани блокирали су око 12.40 раскрсницу улица Кнеза Милоша и Бирчанинове. Они су на раскрсници монтирали шаторе, звучнике, донели ћебад, монтажне столове, у циљу провођења ноћи на улици. Њима су се увече придружили учесници протеста испред РИК-а. Републичка изборна комисија поништила је резултате парламентарних избора на четири бирачка места. РИК је поништила резултате на два бирачка места у Бачком Петровцу, на бирачком месту број 7 у Петровцу на Млави, као и на бирачком месту број 20 у Мионици. Иницијатива ПроГлас позвала је све грађане на миран протест, који ће бити одржан у суботу, 30. децембра од 12 часова, код Теразијске чесме, под слоганом „Не пристајемо“. Као специјални гост, на протесту ће говорити редитељ, песник и музичар Раде Шербеџија.
Дана 30. децембра, неколико хиљада људи, међу њима и студенти и млади активисти који су провели 24 сата на улици, окупило се у центру Београда на позив иницијативе ПроГлас, захтевајући поништавање избора 17. децембра и пуштање на слободу ухапшених студената. Окупљени су поздравили опозициону лидерку Маринику Тепић која је тада већ 13 дана штрајковала глађу, а дошла је у пратњи колега који су јој помогли да се попне на бину. Представници ПроГласа позвали су суграђане да им до половине јануара пошаљу фотографије и снимке којима могу да се докажу изборне неправилности, како би се Уставном суду поднео захтев за поништавањем резултата избора, где је касније и завршена протестна шетња. Професор Факултета политичких наука Филип Ејдус, један од потписника ПроГласа, рекао је да грађани не пристају на покрадене изборе, хапшење студената и да на Србију „падне мркли мрак једнопартијске диктатуре". Срђан Цвијић, један од контролора на изборима, рекао је да је пре 30 година био на истом месту, на београдским Теразијама, како би се супротставио режиму Милошевића и братоубилачком рату у који нас је повео. Окупљени су и узвикивали „Лопови, лопови” и „Вучићу, лопове”  док је маса пролазила поред зграде Председништва Србије где је радно место председника Александра Вучића. Глумица Светлана Бојковић рекла је да су се грађани окупили јер је „погажена слобода и људско достојанство”. Бојковић је на бини прочитала изводе из извештаја посматрачке мисије ЦРТА о „неправилностима, притиску на бираче, уцењивању и прекрајању изборне воље".

## Ток 2024.

### Наставак протеста против наводне изборне крађе
Републичка изборна комисија прогласила је коначне резултате избора 12. јануара и све жалбе да је одбила опозициона коалиција. Са захтевом да се пониште резултати избора у Србији, више хиљада грађана окупило се 16. јануара у Београду на још једном протесту који је позвао највећу опозициону коалицију „Србија против насиља“. Поред тврдњи о нерегуларностима на изборима одржаним месец дана раније, организатори протеста су желели да укажу и на нерасветљено убиство опозиционог политичара Оливера Ивановића 16. јануара 2018. године. Протест, који је почео испред седишта Републичке изборне комисије у центру Београда, завршен је испред цркве Светог Марка, где су окупљени палили свеће за Ивановића. Коалиција "Србија против насиља" је 18. јануара поднела захтев за поништавање избора. Следећи протест је одржан 26. јануара испред зграде Уставног суда Србије у Београду за наводе о неправилностима и крађу гласова на изборима одржаним 17. децембра.

### Еколошки протести 2024.
Председник Србије Александар Вучић изјавио је 17. јануара у Давосу да је имао тежак разговор са представницима Рио Тинта и да се наша земља суочава са питањем да ли ће та компанија поднети против нас тужбу или не. Вучић је 20. јануара изјавио да одлука о инвестицији Рио Тинта у пројекат „Јадар”, за добијање литијума, може да донесе само нова Влада Србије. Представљајући у Палати „Србија“ програм „Скок у будућност – Србија ЕКСПО 2027“ за период од 2024. до 2027. године, он је навео да ће се улагати у енергетику више него икада, као и да земља почиње озбиљно да се бави проблемом загађења ваздуха. Председница Владе Србије Ана Брнабић изјавила је следећи дан да је Рио Тинто власник земље коју су му мештани у Горњим Недељицама и околним местима добровољно продали, истакавши да Влада не може да му одузме јер би то значило национализацију, као и да се после тога ниједан инвеститор не био осећао сигурним у Србији. Изјаве председника и премијерке су изазвали гнев код мештана у Западној Србији који су поново позвали на протесте у Лозници за 24. јануар. Поново су се активирали еколошки активисти, иако нови скупштински сазив и влада још нису сазвани.
Дана 24. јануара, чланови удружења “Не дамо Јадар” и грађани који се противе експлоатацији литијума на подручју Горњег Јадра протествовали су у Лозници. Разлог протеста полемика о могућем поновном покретању пројекта "Јадар". Део окупљених ушао је у зграду градске управе тражећи хитан пријем код градоначелника. Договор није постигнут, а након вербалних сукоба напустили су зграду и протест је завршен.
Под слоганом „Србија није на продају“, стотине грађана су у Београду 13. априла протестовале против ископавања литијума. Грађани су се окупили у центру града, испред Радио-телевизије Србије, на позив невладине организације "Крени-промени". Организатори протеста оптужили су Радио-телевизију Србије за пристрасно извештавање у корист компаније "Рио Тинто". РТС до објаве вести није одговорио на упит РСЕ за коментар поводом увода организатора протеста.
Представница удружења "Не дамо Јадар", мештанка Горњих Недељица Марија Петковић изјавила је 18. јуна да је за Видовдан петак, 28. јун заказан протест против отварања рудника литијума. Председник Србије Александар Вучић рекао је 24. јуна да у наредном периоду мора да се отвори дијалог о експлоатацији литијума, како на нивоу парламента, тако и на експертском нивоу. Вучић је и неколико дана раније рекао да би рудник могао да буде отворен 2028. године. Неколико активиста је 25. јуна ујутру кренуло из Београда пешке до Лознице на западу Србије, где ће се 28. јуна одржати протест против ископавања литијума и компаније "Рио Тинто".
Уставни суд Србије објавио је 11. јула одлуку о поништавању Уредбе Владе Србије о заустављању пројекта Јадар од фебруара 2022. Како је саопштено, Влада је прекорачила своје надлежности приликом доношења те уредбе.
Протест против пројекта ископавања литијума одржан је 22. јула на градском тргу у Ваљеву. На протесту против рио тинта, на градском тргу у ваљеву окупило се близу 2.500 људи. Ова Процена је добила појединачни број фотографија са друштвених мрежа Фејсбук и Инстаграм "Ваљево и ваљевци", које су покренуле читваву масу учесника. Сразмерно броју становника, овакав одзив грађана у Ваљеву одговорао би протесту од 60.000 људи у Београду.
Око 200 људи се у петак 26. јула окупило у Неготину да протестује против локалног загађења ваздуха, али су се придружили и протестима против рудника литијума. Истога дана протести су одржани и у Лозници, дан раније 25. јула у Гроцкој и Коцељеви, дан касније 27. јула у Ариљу, а 28. јула у Богатићу и Крупњу.
У понедељак 29. јула, протести против рударења Литијума настављени су протести у још неколико градова Србије где су најмасовнија окупљања одежана у Аранђеловцу, Шапцу, Краљеву, Љигу и Барајеву. Протести су 31. јула одржани у Пожеги и Ариљу, а почетком августа су настављени у Мионици, Рашкој, Убу, Тополи и Панчеву.
Протести су најављени сваки дан и у осталим градовима до главног и централног протеста у Београду 10. августа за када је најављена радикализација и блокаде путева широм Србије уколико влада не поништи све уговоре о ископавању литијума и других тешких метала са разним рударским конзорцијумима.
Дана 3. и 4. августа су протести одржани у Параћину и Осечини, а 5. и 6. августа у Смедереву, Рековцу, Бору, Бресници,  Јагодини, Сремској Митровици, Инђији и Книћу. Велики протести грађана су се одржали 7. августа у Новом Саду, Крагујевцу и Ужицу. Протести су се 8. августа одржали у Зајечару, Смедревској Паланци, Крушевцу, Горњем Милановцу и по други пут у Шапцу.
9. августа одржан је велики скуп у Нишу. Поред Ниша, истог дана су се одржали протести против литијума у још шест градова; Чачку, Врању, Лесковцу, Лазаревцу, Владимирцима и Малом Зворнику.
Протест "Рудника неће бити" против рударења литијума и пројекта "Јадар", у организацији еколошких удружења, одржан је 10. августа на Теразијама у Београду. После окупљања и обраћања говорника на Теразијама, грађани су одржали протестну шетњу до "Газеле". Код моста су се поделили у две колоне, према железничким станицама Нови Београд и Прокоп, које је део окупљених блокирао. Организатори су најавили да ће ту остати целу ноћ. Скуп на Теразијама организовала су еколошка удружења пошто је данас истекао рок који су на протесту испред Уставног суда 11. јула дали Влади Србије да одустане од рударења литијума. Глумица и модераторка скупа Јелена Ступљанин поручила је у обраћању окупљенима да је прави патриотизам борба за чист ваздух, за чисту воду, за чисту земљу.
Протест са захтевом да Радио-телевизија Србије (РТС) информише јавност о проблемима у животној средини одржан је 1. септембра пред зградом јавног медијског сервиса у Београду. Са скупа у организацији покрета Еко Стража заражено је да РТС омогући представницима еколошких организација да се јавности обрате у централној информативној емисији Дневник. Протест је одржан под насловом „Сигурност је у бројевима“, како је саопштила Еко Стража, у знак подршке грађанским активистима које је полиција водила на протестима против рударења литијума у Србији.
Испред Скупштине Србије је 30. септембра увече организован протест са кога су активисти поручили да копања литијума неће бити без обзира да ли ће да се седница скупштине о експлоатацији литијума закаже или не.
Председница Скупштине Србије Ана Брнабић 1. октобра је сазвала за 7. октобар у 10 сати седницу на којој ће се расправљати о предлогу опозиције о забрани ископавања литијума и бора. На првој седници другог редовног заседања Скупштине Србије на дневном реду биће Предлог закона о изменама и допунама закона о рударству и геолошким истраживањима, који је поднео 86 посланика опозиције. О овом предлогу је требало да се расправља 30. септембра од 14 часова, након расправе о ребалансу буџета.
У Лозници је 16. октобра одржан протест против потенцијалног отварања рудника литијума у долини Јадра у организацији Савеза еколошких организација Србије чиме је почела друга фаза протеста. Као један од разлога за протест наводи се могуће заказивање седнице Скупштине града на којој би требало да се разматра усвајање Просторног плана града Лознице. Еколошки активисти сматрају да такав Просторни план представља дозволу за отварање рудника.
У Ваљеву су се 1. новембра окупили грађани на градском тргу, где је требало да се одрже демонстрације против рударења у овом крају, најпре су минутом ћутања одали пошту настрадалима на Железничкој станици у Новом Саду, а потом су палили свеће. Присутнима се кратко обратио Бранко Ивковић, лидер Ваљевског покрета отпора, који је рекао да је Србија вечерас у шоку и поново завијена у црно, а протести су одложени за наредни петак, 8. новембар. У Ваљеву су настављени 12. и 19. новембра и даље протести уз велико присуство полиције да би након објаве насилног обрачуна са представницима компаније "Еуро Литијум Балкан" нагло престали.
Чланови удружења “Не дамо Јадар” и пољопривредници блокирали су 17. децембра у селу Завлака магистрални пут Лозница-Ваљево. У центру Глушаца код Богатића пољопривредници протестујући траже смену премијера и ресорног министра. Блокада пута Лозница-Ваљево ће трајати два сата од 11 до 13 часова. Окупљени су затражили смену председника Владе, министра пољопривреде и председника Скупштинског одбора за пољопривреду. У центру Глушаца код Богатића пољопривредници су у 11 часова блокирали саобраћајницу, како је најваљено на два сата. Захтевају оставку министра пољопривреде Александра Маритиновића и оставка Маријана Ристичевића председника Одбора за пољопривреду, укидање незаконите одлуке о пасивном статусу газдинстава, траже и материјалну и кривичну одговорност свих одоговорних, јер како тврде није испунио обећања договорена на састанку са свим удружењима пољопривредника. Окупљени траже осим оставке министра и оставку председника Владе Милоша Вучевића који је, како кажу, био гарант спровођења договора са пољопривредницима. Увече 17. децембра, представници удружења "Не дамо Јадар" и еколошки активисти су, уз пиштаљке и транспаренте, ушли у београдски хотел Хилтон, где се одржавао новогодишњи коктел компаније Рио Тинто. Уз активисте су дошли и поједини опозициони политичари. Пошто окупљени нису успели да нађу салу у којој је организован коктел Рио Тинта напустили су хотел. Учесници скупа претходно испред хотела раширили транспарент са натписом "Корупција убија". Поред тог демонстранти су носили и транспаренте са другим написима, дувајући у пиштаљке и тражећи да разговарају са представницима компаније Рио Тинто. Саобраћај у улици Краља Милана испред хотела Хилтон у Београду био је током протеста накратко обустављен. После упада у хотел Хилтон у Београду протести против експлоатације литијума су почели да губе на значају под све већим нарастањем студентских протеста против корупције у Србији 2024—2025.

### Протести просветара и застрашивање пољопривредника
Пољопривредници из више удружења окупили су се 29. септембра у Новом Саду испред зграде Владе Војводине незадовољни, како наводе, неиспуњеним обећањима државе и стањем у пољопривреди. На скупу су поручили да су српска пољопривреда и село "на самрти", а да је након суше ситуација још алармантнија. Наводило се да је испуњен само мали део захтева из претходних преговора, па између осталог, траже да од првог јануара гориво на пумпама плаћају без акциза, као и исплату 17 хиљада динара за сертификовано семе одмах, а не у децембру, да би могли да почну са сетвом. Понављају да као произвођачи зарађују најмање, па су на скупу изложили своје производе са откупном и ценом у продавницама, не би ли указали на разлику коју грађани плаћају, попут откупне цена млека од 40 динара и оне из продавнице од 139,99 динара. Пољопривредници у Суботици су се окупили 1. октобра на крајњем северу Србије, а окончали су протест након позива из Министарства пољоприведе на разговор у четвртак 3. октобра. Они су били окупљени око 40 трактора на ипсилон краку који повезује гранични прелаз Келебија са ауто-путем ка Новом Саду и Београду због неиспуњених обећања Владе из прошле године, али за разлику од претходног дана није био блокиран саобраћај. Представник пољопривредника Мирослав Матковић рекао је да ће они показати добру вољу и разићи се са протеста. Неколико представника пољопривредника било је, како су рекли, позвано на разговор у канцеларију Безбедносно-информативне агенције (БИА) у Суботици. Матковић је рекао да су на њих апеловали да имају стрпљења и покажу разумевање, те да се разиђу кућама. Такви потези БИА су подигли жестоке критике у друштву наредних дана и недеља.
Репрезентативни синдикати просветних радника организовали су 2. октобра једнодневну обуставу рада у школама, протестовали су испред Скупштине Србије, после чега су кренули у шетњу до зграде Владе у Немањиној. Штрајку су се прикључили и запослени у појединим вртићима. Министарство просвете, у међувремену, саопштило је да је настава у целости организована у 48,32 одсто школа, док је у њих 23,39 одсто потпуно обустављена. Представници синдиката су дан раније разговарали са премијером Милошем Вучевићем, али им је саопштено да нема боље понуде од јануарске повишице од 12 одсто за наставно и осам одсто за ненаставно особље.
Синдикати просвете одбили су 31. октобра предлог Владе тражећи да се питање плата, као и других кључних проблема, системски реши и да се поштује претходно потписни протокол. Незадовољни понудом Владе, просветни радници организовали су 1. новембра штрајк у школама Србији и одржали протест у Београду. Након окупљања и изношења захтева на платоу испред Скупштине Србије, отишли су у протестну шетњу до зграде Владе Србије где су поновили своје захтеве. Према подацима Министарства просвете пола школа ради редовно. Председник Уније синдиката просветних радника Добривоје Марјановић позвао је испред згрде Владе министарку просвете Славицу Ђукић Дејановић да оде у пензију, јер би то, како је оценио, био једини морални чин. Марјановић је поручио и да ће, ако захтеви запослених у школама не буду усвојени, а притисци се наставе, уместо "штрајкића" рад бити обустављен "на неодређено време". Додао је да ће, уколико у буџет за наредну годину уђе предлог којим просветари не буду задовољни, једина анкета у школама бити она за потпуну обуставу рада. Марјановић је истакао да запослени у школама из бројних места у Србији нису дошли на данашњи протест, јер им је превоз био отказан. Марјановић је рекао да просветни радници неће проценте и помоћ, већ системско решење. Председница Синдиката образовања Србије Валентина Илић истакла је да би оваквим темпом повишица просветара биила изједначена са просеком тек 2026. године, што је оценила као недопустиво. У руци је држала Протокол који је прошле године потписан и поручила да просветни радници не посустају под притисцима. Подршку запосленима у школама пружила је и председница Уједињених гранских синдиката "Независност" Чеданка Антић, уз поруку директорима школа да функције нису заувек и да батина има два краја. Репрезентативни синдикати не прихватају 11 одсто повећања плата, јер им је влада, како су навели, на прошлогодишњим преговорима дала писмено обећање да ће од почетка ове школске године плате просветних радника бити изједначене са републичким просеком. Најављено је и да ће сви, изузев запослених у високошколским установама, до 9. јануара 2025. добити једнократну новчану помоћ од по 15.000 динара и да ће накнада за разредно старешинство од 1. јануара бити додатно повећана за један одсто.
Пољопривредници су се такође 1. новембра окупили око Удружења „Стиг”, који су незадовољни због непоштовања потписаног споразума са Министарством пољопривреде, око 150 трактора блокирало је један од прилаза Пожаревцу. Истовремено у Баваништу је у току протест пољопривредника из Јужног Баната. Пољопривредници су се јутрос у девет сати окупили у селу Братинац одакле су са око 150 трактора кренули ка Пожаревцу где су блокирали магистрални пут. Протест су, како наводе, одржали јер су „изиграни“. Према речима председника Удружења „Стиг“ Недељка Савића разлог блокаде је непоштовање потписаног споразума. Уместо њега прошле недеље неколико удружења пољопривредника је на састанку са министаром Александром Мартиновићем договорило нови споразум, а пољопривредници који су изашли на протесте нису били присутни.

### Протести поводом рушења Старог савског моста
Године 2019. власти су најавиле измештање Старог моста, а спроведена је и онлајн анкета и понуђене две варијанте где би објекат могао да заврши. Министарство грађевине, саобраћаја и инфраструктуре издало је 19. септембра 2024. године Решење о уклањању Старог савског моста. Градске власти најавиле су да ће демонтажа почети 2. новембра 2024.
Удружење града „Мост остаје”, започели су у Београду 20. октобра серију протеста и поруке да бисте окупљени против рушења старог савског моста. Пар стотина грађана побунило се против најава београдских власти да ће се рушити мост који је симбол Старог и Новог Београда, те да ће бити на том месту у наредним пар година изградити нови мост. Протест је остало на дан обележавања 80 година од ослобођења Београда 1944, када су југословенски партизани и совјетска црвена армија ослободили Београд од немачке окупације у другом светски рату. Градске власти раније су саопштиле да се Стари савски мост руши због пројекта „Мали метро” и да ће на његовом месту бити постављен нови. Представници иницијативе „Мост остаје” наводе да Београд нема усвојен нови Генерални урбанистички план, а према важећем из 2016. године није било предвиђено уклањање ниједног моста преко реке Саве. Представници опозиције, грађани и активисти иницијативе „Мост остаје“ недељама су даноноћно протествовали и дежурали код Старог савског моста, противећи се његовом уклањању. Из ове организације траже од власти увид у одлуку о рушењу моста, као и обелодањивање планова о томе где ће бити измештен, што за сада није познато. Са једне стране моста поставили су шаторе, канцеларијске столице и неколико столова, где су проводили дане и ноћи. Градске власти су почетком новембра саопштиле да је мост небезбедан за коришћење и обуставиле су саобраћај за шест линија јавног градског превоза. Упркос упозорењима, аутомобили, камиони и бицикли данима су пролазили мостом, избегавајући гужве. Тако је било све до 20. новембра када је полиција блокирала обе стране моста, а радници су почели да уклањају трамвајске шине на конструкцији. Упркос противљењима, 20. новембра је почело уклањање делова моста, уз асистенцију полиције и двојица активиста је приведено. Поједини активисти, међу којима и лидер опозиционог покрета Крени-промени Саво Манојловић, покушали су да пробију полицијски кордон, али је због тога приведен. Њега и градског одборника Александра Јовановића полицајци су најпре оборили на земљу, а потом их однели у возила. То је изазвало реакцију активиста удружења „Мост остаје” који су позвали на блокаду оближњег Бранковог моста, сада једине саобраћајнице која повезује центар Београда и нови део српске престонице.
„Одбрани мост, одбранићеш Београд”, „Нећеш рушити, буди Зарић”, биле су поруке које су окупљени носили током получасовне блокаде.
Реагујући на протесте, градоначелник Београда Александар Шапић затражио је од полиције и органа реда да спрече, како је рекао, „континуирано малтретирање Београђана које већ дуже време траје на разне начине”.